# إيساتو فوفانا
إيساتو فوفانا (من مواليد 13 أبريل 1993) هي عداءة كندية.  شاركت في سباق التتابع 4 × 100 متر في بطولة العالم لعام 2015 في بكين واحتلت المركز السادس في النهائي.

## أفضل أرقامها
في الهواء الطلق
- 100 متر - 11.46 (+1.5   م / ث، ادمونتون 2015)
- 200 متر - 23.72 (+1.1   م / ث، إل باسو، 2015)

داخلي
- 60 متر - 7.36 (فلاجستاف 2013)
- 200 متر - 24.13 (برمنغهام، ألاب عام 2015)

## روابط خارجية
- إيساتو فوفانا على موقع الاتحاد الدولي لألعاب القوى (الإنجليزية)
- إيساتو فوفانا على موقع الاتحاد الكندي لألعاب القوى (الإنجليزية)
- إيساتو فوفانا على موقع اللجنة الأولمبية الدولية (الإنجليزية)
- إيساتو فوفانا على موقع أوليمبيديا (الإنجليزية)